# Luridae
Luridae är en familj av plattmaskar. Luridae ingår i ordningen Dalytyphloplanida, klassen Rhabdocoela, fylumet plattmaskar och riket djur.